# Дунилово (Московская область)
Дунилово — деревня в городском округе Шаховская Московской области.

## Население
| 1859 | 1926 | 2002 | 2006 | 2010 |
| ---- | ---- | ---- | ---- | ---- |
| 212  | ↗397 | ↘6   | ↘2   | ↗7   |

## География
Деревня расположена в южной части округа, примерно в 20 км к югу от райцентра Шаховская, у истоков малой реки Жаровни (правый приток Рузы), высота центра над уровнем моря 236 м. Ближайшие населённые пункты — Никольское, Симанково, Мерклово и Куркино.

## Исторические сведения
В середине XIX века деревня Данилово относилась к 1-му стану Волоколамского уезда Московской губернии и принадлежала Департаменту государственных имуществ. В деревне было 26 дворов, 89 душ мужского пола и 102 души женского.
В «Списке населённых мест» 1862 года Дунилово — казённая деревня 1-го стана Волоколамского уезда Московской губернии по правую сторону Московского тракта, шедшего от границы Зубцовского уезда на город Волоколамск, в 39 верстах от уездного города, при колодце, с 37 дворами и 212 жителями (97 мужчин, 115 женщин).
По данным на 1890 год входила в состав Серединской волости, число душ мужского пола составляло 90 человек.
В 1913 году — 53 двора и кожевенный завод братьев Галановых.
По материалам Всесоюзной переписи населения 1926 года — центр Дуниловского сельсовета, проживало 397 человек (186 мужчин, 211 женщины), насчитывалось 79 крестьянских хозяйств, имелась школа.
С 1929 года — населённый пункт в составе Шаховского района Московской области.
1994—2006 гг. — деревня Косиловского сельского округа Шаховского района.
2006—2015 гг. — деревня сельского поселения Серединское Шаховского района.
2015 г. — н. в. — деревня городского округа Шаховская Московской области.